# Амин, Касим
Касим Амин (араб. قاسم أمين‎; 1 декабря 1865, Александрия — 22 апреля 1908, Каир) — египетский юрист, философ, политический и общественный деятель, один из основателей египетского национального движения и Каирского университета, борец за права женщин в арабском мире, арабский писатель.

## Биография
Родился Амин Касим в очень богатой семье турка-османа, который до переезда семьи в Александрию был османским губернатором Курдистана и владел крупными поместьями как в Курдистане, так и в Египте, и матери, происходившей из не менее влиятельной семьи египетской аристократии. По происхождению — курд. Учился в одной из самых привилегированных школ Египта, к 1881 году получил первоначальное юридическое образование, а затем выиграл государственную стипендию на продолжение обучения за границей и на четыре года отправился учиться во Францию.
На протяжении всей жизни был ярым сторонником максимальной европеизации всех сфер жизни Египта, введения западной системы образования и предоставления египетским женщинам равных прав с мужчинами, утверждая в своих многочисленных работах, что Коран вовсе не учит тому, что женщина имеет меньше прав, чем мужчина, и подтверждая это конкретными цитатами.